# Isaac Menyoli
Isaac Menyoli is een langlaufer uit Kameroen. Hij was de eerste atleet uit zijn land die deelnam aan de Olympische Winterspelen. Menyoli startte tijdens de Spelen van Salt Lake City in 2002 op het onderdeel 10 kilometer klassieke stijl en eindigde in de achterhoede.
Tevens droeg hij tijdens de opening- en sluitingsceremonies de vlag van Kameroen het stadion binnen.